# Kraljevina Holandija
Kraljevinu Holandija 1806. – 1810. (Koninkrijk Holland na nizozemskom, Royaume de Hollande na francuskom) je stvorio Napoleon Bonaparte kao vazalno kraljevstvo za svog trećeg brata, Luja Bonapartea, kako bi bolje kontrolirao Nizozemsku. Ime Holandija, koje je pripadalo samo jednoj nizozemskoj pokrajini, uzeto je za ime cijele države. Luj nije ispunio Napoleonova očekivanja - pokušao je opsluživati nizozemske interese, umjesto interesa svog brata, pa je kraljevina ukinuta 1810. godine kada je Francuska pripojila Nizozemsku sve do 1813. Kraljevina Holandija je pokrivala površinu sadašnje Nizozemske, izuzev Limburga i dijelova Zelanda, koji su bile francuski teritoriji. Istočna Frizija (koja se sada nalazi u Njemačkoj), također je bila dio kraljevstva.